# Олійник Ярослав Олексійович
Яросла́в Олексі́йович Олі́йник (нар. 28 січня 1998 — пом. 5 червня 2022) — український військовослужбовець, солдат Збройних сил України, учасник російсько-української війни. Герой України, кавалер ордена «За мужність» III ступеня (посмертно).

## Життєпис
Народився і проживав у місті Київ. Після закінчення школи вступив до Національного університету біоресурсів і природокористування, де і познайомився зі своєю майбутньою дружиною. До війни працював у компанії з виготовлення ролетів та розроблював сайти.
З початку відкритої збройної агресії Росії проти України Ярослав зі зброєю в руках пішов захищати родину в територіальну оборону міста Києва, а пізніше — до лав ЗСУ.
У середині травня 7 стрілецька рота 242-й окремий батальйон територіальної оборони (Україна) укріплювала позиції на Донеччині. Ярослав Олійник кинувся рятувати життя товариша від кулі ворожого снайпера та був застрелений.
Похований 14 червня 2022 року на кладовищі міста Києва.

## Нагороди
- Орден «За мужність» III ступеня — нагороджений посмертно 13 січня 2023 Указом Президента України № 20/2023.[2]
- Герой України — нагороджений посмертно 8 липня 2023 Указом Президента України № 418/2023.[3]